# Mercedes-Benz M113 двигун
| M113                           | M113                                                                     |
| ------------------------------ | ------------------------------------------------------------------------ |
|                                |                                                                          |
| Виробник:                      | Mercedes-Benz Mercedes-AMG                                               |
| Марка:                         | M113                                                                     |
| Тип:                           | 90° V8                                                                   |
| Робочий об'єм:                 | 4.3 л - (4,266 куб.см) 5.0 л - (4,966 куб.см) 5.4 л - (5,439 куб.см) см3 |
| Максимальна потужність:        | 283–650 к.с. к.с. (208–478 кВт кВт )                                     |
| Максимальний обертовий момент: | 400–820 Н⋅м (295–605 lb⋅ft) Н·м                                          |
| Циліндрів:                     | 8                                                                        |
| Клапанів:                      | 24                                                                       |
| Хід поршня:                    | 84 мм (3.31 дюйма) 92 мм (3.62 дюйма) мм                                 |
| Діаметр циліндра:              | 89.9 мм (3.54 дюйма) 97 мм (3.82 дюйма) мм                               |
| Ступінь стиску:                | 9,0:1-11,0:1                                                             |
| Система живлення:              | Послідовне впорскування палива                                           |
| Охолодження:                   | рідинне охолодження                                                      |
| Газорозподільний механізм:     | SOHC, 3 клапана на циліндр                                               |
| Матеріал блоку циліндрів:      | Алюмінієві сплави                                                        |
| Матеріал ГБЦ:                  | Алюмінієві сплави                                                        |
| Тактність (число тактів):      | 4                                                                        |
| Червона зона:                  | 5,000 об/хв                                                              |
| Рекомендоване паливо:          | Бензин                                                                   |

Mercedes-Benz M113 (і схожий на нього M155) — це сімейство автомобільних двигунів V8 внутрішнього згоряння з іскровим запалюванням, що працюють на бензині і використовувалися у 2000-х роках. Він заснований на аналогічному M112 V6, представленому в 1998 році, а потім знятому з виробництва у 2007 році для двигунів M156 AMG і M273.
Стандартні Mercedes-Benz M113 були виготовлені в Унтертюркхаймі, Німеччина, тоді як версії AMG збиралися на заводі AMG в Аффальтербаху, Німеччина. M113 мають алюмінієві/кремнієві (Alusil) блоки двигунів і алюмінієві головки циліндрів SOHC з двома свічками запалювання на циліндр. Головки циліндрів мають по 3 клапани на циліндр (два впускних, один випускний). Інші особливості включають послідовне впорскування палива, поршневі юбки з чавунним покриттям, ковані сталеві шатуни з розділеним розломом, цільнолитий розподільний вал і магнієвий впускний колектор.

## M113 43
M113 43 — це 4,3 л (4 266 см3) версія. Діаметр циліндра і хід поршня 89,9 мм × 84 мм (3,54 дюйм × 3,31 дюйм). Вихідна потужність 275 к. с. (279 PS; 205 кВт) при 5750 об/хв з 400 Н⋅м (295 фунт⋅фут) крутного моменту при 3000 об/хв. Потужність для варіанта, який використовується в C43 AMG, підвищена до 302 гальм. к. с. (306 PS; 225 кВт) при 5850 об/хв і 410 Н⋅м (302 фунт⋅фут) при 3250 об/хв.
Застосування:
- 1997-2000 C 43 AMG
- 1997-2002 E 430
- 1998-2003 CLK 430
- 1999-2001 ML 430
- 1999-2006 S 430

## M113 50
M113 50 — це 5,0 л (4 966 см3) версія з діаметром циліндрів і ходом поршня 97 мм × 84 мм (3,82 дюйм × 3,31 дюйм). Вихідна потужність 302 гальм. к. с. (306 PS; 225 кВт) при 5600 об/хв з 460 Н⋅м (339 фунт⋅фут) крутного моменту при 2700–4250 об/хв. G 500 і ML 500 використовують дефорсовану версію 5-літрового двигуна M113, і їх потужність становить 292 гальм. к. с. (296 PS; 218 кВт) і 288 гальм. к. с. (292 PS; 215 кВт) відповідно. Технологія змінного робочого об’єму Active Cylinder Control не є обов’язковою.
Застосування:
- 1998-2008 G 500
- 1999-2006 S 500
- 1999-2006 SL 500
- 2000-2006 CL 500
- 2001-2008 ML 500
- 2002-2006 CLK 500
- 2002-2006 E 500
- 2004-2006 CLS 500
- 2006-2007 Р 500
- 2008-2017 Голова SsangYong В

## M113 55
M113 55 — це 5,4 л (5 439 см3) версія з тим самим 97 мм (3,82 дюйм) діаметром як у M113 50/500, але з довшим 92 мм (3,62 дюйм) ходом, розроблений Mercedes-AMG. Ці автомобілі були першими, хто отримав назву 55 AMG. Вихідна потужність від 342 до 362 к. с. (347 до 367 PS; 255 до 270 кВт) при 5500 об/хв від 510 до 530 Н⋅м (376 до 391 фунт⋅фут) крутного моменту при – об/хв. Багато популярних тюнерів, таких як Kleemann USA і сама AMG, розробили системи нагнітача для цієї моделі, віддзеркалюючи пізніший дизайн M113K. Двигун має потужність 400 к. с. (406 PS; 298 кВт) при 5750 об/хв і 519 Н⋅м (383 фунт⋅фут) крутного моменту при 3750 об/хв у SLK55 AMG Black Series.
Застосування:
- 1997-2000 C 55 AMG
- 1998-2001 SL 55 AMG
- 1998-2002 E 55 AMG
- 1999-2003 G 55 AMG
- 2000-2002 S 55 AMG
- 2000-2003 CLK 55 AMG
- 2000-2003 ML 55 AMG
- 2001-2002 CL 55 AMG
- 2002-2006 CLK 55 AMG
- 2004-2010 SLK 55 AMG
- 2005-2007 C 55 AMG
- 2006-2008 SLK 55 AMG Black Series

## M113K - Kompressor
M113 Kompressor — це версія двигуна 5,4 л (5 439 см3) з наддувом і подвійним проміжним охолодженням. M113. Його зазвичай називають "M113K", де "K" означає Kompressor (нагнітач). Вихідна потужність змінюється в залежності від року випуску та моделі від 469 гальм. к. с. (476 PS; 350 кВт) при 6100 об/хв для E 55 AMG до 574 гальм. к. с. (582 PS; 428 кВт) у 2004–2006 CLK DTM AMG, з 700 до 800 Н⋅м (516 до 590 фунт⋅фут) крутного моменту при – об/хв.
Багато ентузіастів Mercedes-AMG вважають M113K останнім із чудових двигунів Kompressor, які використовували Mercedes-AMG, за винятком Mercedes SLR McLaren. Mercedes-AMG замінив цю модель своїм новим 6,2-літровим атмосферним V8, здійснивши перехід від 55 AMG до 63 AMG. Хоча новий 6,2-літровий двигун M156 AMG виробляв більшу пікову потужність, багато ентузіастів були розчаровані відсутністю крутного моменту в новому атмосферному дизайні. Двигун M113K також отримав похвалу за свою надійність.
Застосування:
- 2002-2006 S 55 AMG
- 2002-2008 SL 55 AMG
- 2003-2006 CL 55 AMG
- 2003-2006 E 55 AMG
- 2004-2006 CLK DTM AMG
- 2004-2006 CLS 55 AMG
- 2004-2011 G 55 AMG[4]
- 2005 Fisker Tramonto V8
- 2005 Laraki Fulgura V8

## М155

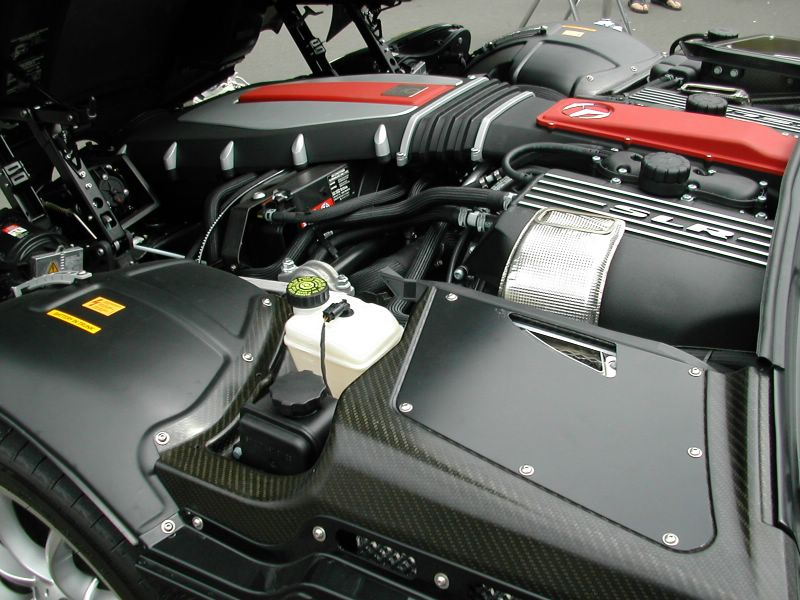
Двигун M155 в Mercedes-Benz SLR McLaren

M155 є версією наддува 5,4 л (5 439 см3) M113 спеціально для Mercedes-Benz SLR McLaren. Вихідна потужність 617 гальм. к. с. (626 PS; 460 кВт) при 6500 об / хв з 780 Н⋅м (575 фунт⋅фут) крутного моменту при 3250 об/хв. Покращена версія з 641 гальм. к. с. (650 PS; 478 кВт) при 6500 об / хв і 820 Н⋅м (605 фунт⋅фут) крутного моменту при 4000 об/хв і 7250 об/хв Rev Limit, представлений у версії 722.
Застосування:
- 2004 Mercedes-Benz SLR McLaren
- 2006 Mercedes-Benz SLR McLaren 722 Edition
- 2007 Mercedes-Benz SLR McLaren Roadster
- 2009 Mercedes-Benz SLR McLaren Stirling Moss